# Зареченка (Костанайская область)
Зареченка (каз. Заречен) — упраздненное село в Карасуском районе Костанайской области Казахстана. Входило в состав Люблинского сельского округа. Код КАТО — 395255305. Ликвидировано в 2010 году.

## Население
В 1999 году население села составляло 145 человек (66 мужчин и 79 женщин). По данным переписи 2009 года, в селе проживало 30 человек (14 мужчин и 16 женщин).